# 勞倫斯角
52°59′S 73°15′E / 52.983°S 73.250°E
勞倫斯角是南極洲的海岬，位於南冰洋的赫德島，處於勞倫斯半島西北端，名稱首次出現在英國探險隊的地圖，現時由南極條約體系管理。